# Dioclețian
Dioclețian (numele la naștere Diocles, în greaca veche: Διοκλῆς, numele complet Gaius Aurelius Valerius Diocletianus; n. anii 240 d.Hr., Doclea⁠(d), Municipiul Podgorica, Muntenegru – d. 3 decembrie 316 d.Hr., Salona, Cantonul Split-Dalmația, Croația) a fost împărat roman de la 20 noiembrie 284 până la 1 mai 305. Odată cu urcarea lui pe tron începe era dioclețiană.

## Viața
Născut într-o familie săracă din Salona, în Dalmația, Dioclețian își începe cariera militară ca simplu soldat, devenind comandantul gărzii personale a lui Numerianus. La moartea acestuia este proclamat Augustus pentru armata din Orient (20 noiembrie 284). După bătălia de la Margus (primăvara anului 285) și dispariția lui Carinus, rămâne unicul împărat, desemnându-l pe tovarășul său de arme, Maximian, Cezar la 1 aprilie 285. Apoi, la 1 martie 286 îl numește Augustus (deci coîmpărat) și îl însărcinează cu apărarea Occidentului. La 1 martie 293, Dioclețian instituie tetrarhia ca sistem de guvernare. Sub presiunea frecventelor uzurpări interne și a agresiunii continue a barbarilor la hotare, el inițiază o reformă constituțională originală, sporind la 4 numărul conducătorilor imperiului, care acum erau grupați într-un colegiu în care celor doi Auguști li se subordonează doi Cezari: Galerius și Constanțiu I .
Dioclețian, cu reședința la Nicomedia, răspundea de administrarea provinciilor orientale (având subordonat pe Caesarul Galerius care, de la Sirmium, asigura paza Iliriei, Macedoniei și Greciei). Căsătoria lui Maximian și a lui Galerius cu fiicele lui Dioclețian, precum și a lui Constanțiu I cu fiica lui Maximian vizau întărirea tetrarhiei, în care rolul lui Dioclețian rămânea predominant.
Între (297-298), Dioclețian poartă un război victorios împotriva Persiei sasanide, fixând granița romană pe fluviul Tigru – limita maximă a expansiunii imperiului roman în Orient.
Încercarea de a reforma viața religioasă prin reactivarea vechilor culte (cultul lui Jupiter devine obligatoriu pentru întregul imperiu) duce, în anii 303-304, la promulgarea a 4 edicte anticreștine care declanșează cea mai mare persecuție din istoria imperiului împotriva acestei religii, rămase în istorie sub denumirea de persecuția lui Dioclețian.

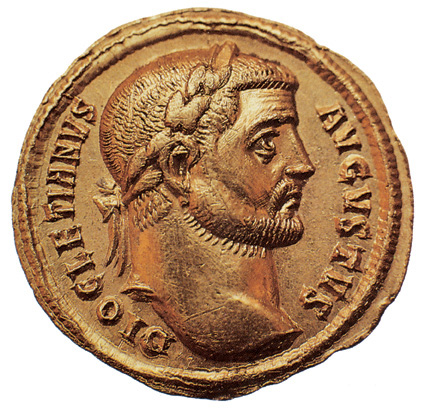
Monedă de bronz emisă sub Dioclețian; avers: circular DIOCLETIANVS AVGVSTVS, cap laureat spre dreapta

Pe plan intern și extern, imperiul depășește în timpul domniei lui Dioclețian criza secolului III.
Puterea militară este separată de cea civilă, toate numirile în aparatul administrativ și militar rămân în apanajul împăratului. O grijă deosebită este acordată întăririi limesului și construirii de numeroase castella și drumuri, care fac din graniță o zonă fortificată. Efectivele militare sporesc la cca. 500 000 de soldați, numărul legiunilor la cca. 60, mai mici și mai mobile. Dobrogea este separată de Moesia Inferior și transformată în provincie separată, sub numele de Scythia (cu reședința în orașul Tomis), aparținând diocezei Tracia și apărată de 2 legiuni cu garnizoana la Noviodunum și Troesmis.
În dorința de a impune noul sistem constituțional, Dioclețian și Maximian abdică în aceeași zi (1 mai 305), cedând locul celei de-a doua tetrarhii și redevin persoane particulare. Dioclețian se retrage, până la moarte, în palatul său din Spalatum (azi Split, în Croația).